# Fuchsia kirkii
Fuchsia kirkii là một loài thực vật có hoa trong họ Anh thảo chiều. Loài này được Hook.f. ex Kirk mô tả khoa học đầu tiên năm 1868.